# Sandra Phlippen
Sandra Phlippen (Kerkrade, 13 februari 1978) is een Nederlands socioloog en econoom. Sinds eind 2019 is ze hoofdeconoom bij ABN Amro en tevens (sinds 2018) universitair docent toegepaste economie aan de Erasmus Universiteit. Sinds januari 2023 is zij bijzonder hoogleraar duurzaam bankieren aan de Rijksuniversiteit Groningen.

## Loopbaan
Phlippen studeerde economie, met als specialisatie de economie van Japan (bachelor), en sociologie (master) aan de Erasmus Universiteit Rotterdam. Ze promoveerde in 2008 aan het Tinbergen Instituut. Phlippen was docent toegepaste economie aan de Erasmus Universiteit  voor ze tussen 2010 en 2016 hoofdredacteur van economievakblad ESB werd. Hierna was ze chef economie bij het Algemeen Dagblad. Sinds 2018 is ze universitair docent toegepaste economie aan de Erasmus Universiteit. Tegelijk ging ze bij ABN Amro werken als hoofd van het Nederland Economisch Bureau. Per december 2019 volgde Phlippen Han de Jong op als hoofdeconoom van ABN Amro. Phlippen is daarnaast columnist en schijfster van opiniestukken voor met name het AD en Financieel Dagblad.
Op 31 juli 2022 was Phlippen hoofdgast in een aflevering van het televisieprogramma Zomergasten.
In januari 2023 is zij gestart als bijzonder hoogleraar duurzaam bankieren aan de Rijksuniversiteit Groningen.

## Persoonlijk
Ze is gehuwd met Robert Dur, hoogleraar economie aan de Erasmus Universiteit die ze tijdens haar promotietijd leerde kennen. Het echtpaar heeft twee kinderen.